# Eddie Gomez

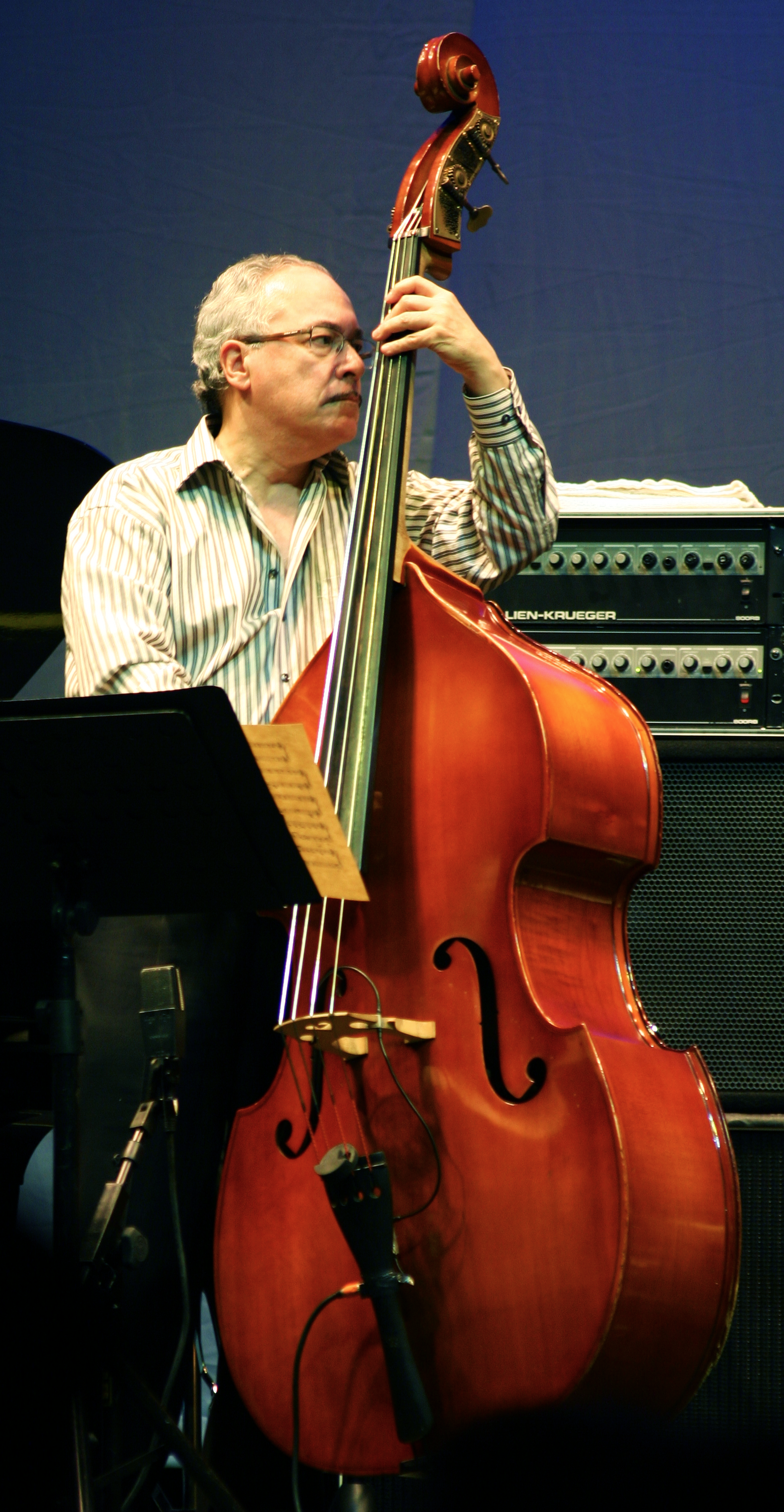
Eddie Gomez, vor 2011

Edgar „Eddie“ Gomez (* 4. Oktober 1944 in Santurce, Puerto Rico) ist ein US-amerikanischer Jazzbassist.

## Biografisches
Eddie Gomez zog in jungen Jahren mit seiner Familie von Puerto Rico nach New York City. Mit elf Jahren begann er Kontrabass zu spielen. Zwei Jahre später wurde er an der New York City High School of Music and Art aufgenommen und nahm bald danach Kontrabassunterricht bei Fred Zimmermann. Während dieser Zeit spielte er bereits in vielen Formationen und war Mitglied der Newport Youth Band unter der Leitung von Marshall Brown. Mit achtzehn Jahren spielte er im Trio von Marian McPartland und mit Paul Bley. Gomez setzte seine Kontrabass-Studien an der Julliard School of Music fort. Dort traf er auf Musiker, wie Chick Corea, Hubert Laws, James Levine und andere, mit denen er im Laufe seiner Arbeit immer wieder zusammenspielte. Nach dem dritten Jahr seiner Ausbildung entschloss er sich zu einer professionellen Jazzmusiker-Karriere und wurde Mitglied in Gerry Mulligans Quartett.
1966 wurde Bill Evans auf den jungen Musiker aufmerksam und engagierte ihn in sein Trio. Eddie Gomez spielte die folgenden zehn Jahre erfolgreich in dieser Besetzung, mit der er viele Aufnahmen und Auftritte in den USA, in Europa und in Asien hatte. Während dieser Zeit spielte er auch mit Miles Davis, Wayne Shorter, Herbie Hancock und Tony Williams. 1977 verließ Gomez das Bill-Evans-Trio, um sich neuen musikalischen Herausforderungen zu stellen. Er arbeitete mit Jazzgrößen wie Dizzy Gillespie, Freddie Hubbard, George Benson, McCoy Tyner, Chick Corea, aber auch mit Joni Mitchell (1979 auf Mingus) und anderen zusammen. Im Bereich der Klassischen Musik spielte Eddie Gomez mit dem Kronos Quartet, dem Tashi Ensemble und dem Klarinettisten Richard Stoltzmann, mit dem er unter anderem Bachs Goldberg-Variationen aufführte.
Seit 1992 arbeitet Gomez mit seiner eigenen Formation, der der Pianist Stefan Karlsson und der Schlagzeuger Jimmy Cobb angehören. Daneben komponiert er Musik für Film und Fernsehen. Er ist künstlerischer Leiter am Konservatorium in Puerto Rico, wo er seit 2005 Professor und Artist in Residence ist. Er unterrichtet außerdem an renommierten Einrichtungen wie der Stanford University, der North Texas State University oder am Berklee College of Music. Gomez gibt Meisterkurse an verschiedenen internationalen Universitäten und Konservatorien.
2013 erhielt Gomez den Ehrendoktor des Berklee College of Music in Valencia.